# Dobrutro
Dobrutro – staropolskie imię męskie, złożone z członów Dobr- („dobry”) i -utro („świt, ranek, jutro”). Mogło oznaczać „ten, który zwiastuje dobrą przyszłość”.